# Fabio
Fabio je moško osebno ime.

## Izvor imena
V Sloveniji je ime Fabio različica imena Fabijan.

## Pogostost imena
Po podatkih Statističnega urada Republike Slovenije je bilo na dan 31. decembra 2007 v Sloveniji število moških oseb z imenom Fabio: 43.